# Gávea Pequena
A Gávea Pequena é a residência oficial do prefeito do município do Rio de Janeiro, no Brasil. Situa-se no bairro do Alto da Boa Vista, na Estrada da Gávea Pequena.
A 21 de novembro de 1855, é lavrada a escritura de compra, realizada por Thomas Cochrane em nome de sua esposa, da Chácara da Tijuca, conhecida pelo nome de Castelo, depois Parque, restaurado pela esposa do governador Francisco das Chagas Freitas, Zoé Noronha Chagas Freitas, que posteriormente foi presidente do Departamento Geral do Patrimônio Cultural da Prefeitura Municípial do Rio de Janeiro, atual Instituto Rio Patrimônio da Humanidade (IRPH).
A história da Gávea Pequena se iniciou bem antes, sendo que no início do século XIX, quando o francês Louis François Lecesne comprou terras ali e começou a plantar café. Depois disso, as terras foram se desmembrando, tiveram outros proprietários e, em 1916, parte delas foi vendida à Prefeitura do Distrito Federal por quarenta contos de réis. O plano era transformar o local numa colônia de férias para a prática de esportes. O lugar acabaria virando um playground de prefeitos e presidentes, como Washington Luís, que vivia na casa. Na década de 1930, quando o grande mal à vista era a praga de saúvas, a casa virou sede de um certo Serviço de Extinção de Formigas. Lá pelas décadas de 1940 e 1950, com a chegada de estradas que facilitaram o acesso, a região despontou como endereço de chácaras de elite e o casarão tornou-se reduto de fim de semana do poder. Na década de 1960, Harry Stone, o "embaixador" de Hollywood no Brasil, fazia lobby para o cinema americano promovendo seletas pré-estreias para políticos e pessoas influentes. Um dos endereços preferidos para essas sessões era justamente a Gávea Pequena, na época usada por Negrão de Lima, governador da Guanabara. Vinte anos antes, Getúlio Vargas já ocupava o casarão para encontros com políticos e amigos íntimos, como a vedete Virgínia Lane.
O casarão em estilo chalé romântico tem decoração austera, sendo o máximo de ostentação um quadro de Di Cavalcanti de 1961 que decora a sala de jantar para dezesseis pessoas sentadas e um piano de cauda francês da marca Pleyel. Até os quartos (oito) são sóbrios. A casa tem sala de cinema, sala de estar com lareira, sala de jogos e sauna. A construção é cercada por jardins de Roberto Burle Marx, tem piscina, quadra de tênis, campo de futebol, casa na árvore para as crianças, cachoeira, capela, horta e uma imensa criação de patos, marrecos, galinhas exóticas, coelhos e pavões. A propriedade inclui, ainda, 131 000 metros quadrados de Mata Atlântica. O local é bastante arborizado e possui muitos animais selvagens como por exemplo tatus, mico-estrelas, gambás e teius.
Fatos curiosos que aconteceram na Gávea Pequena: em 1978, o presidente americano Jimmy Carter visitou o local; em 1981, se recuperou na casa de um infarto o presidente brasileiro João Figueiredo; em 1988, o prefeito do município do Rio de Janeiro, Saturnino Braga, ficava para cima e para baixo num fusca, após ter decretado a falência do município; em 1992, o político Mário Juruna apareceu inesperadamente e ficou dez dias na casa; em 1995, o tenor Luciano Pavarotti participou de um jantar e, para a frustração dos convidados, não soltou a voz nenhuma vez.
Depois que virou residência oficial da Prefeitura Municipal do Rio de Janeiro (após o fim do regime militar em 1985), os únicos prefeitos que não moraram na Gávea Pequena foram Luiz Paulo Conde e Marcelo Crivella.